# Skärfläckan AB
Skärfläckan AB är ett svenskt förvaltningsbolag som agerar moderbolag för de verksamheter som Burlövs kommun har valt att driva i aktiebolagsform. Bolaget ägs helt av kommunen.

## Bolag
Källa: 
- Burlövs Bostäder AB
  - Burlövs Bostäder Parkering AB